# La línea (álbum)
La Línea (del inglés: Border) es la tercera producción discográfica de estudio de la cantautora mexicana Lila Downs y el disco debut en inglés de la intérprete, el cual salió a la venta de forma simultánea en agosto de 2001 en Estados Unidos y México. Producido por Lila Downs, Paul Cohen y Aneiro Taño este disco es grabado en la Ciudad de México, las canciones de este álbum hablan sobre la migración, la marginación indígena y la Matanza de Acteal. El álbum la dio a conocer mundialmente y la consolidó como estrella internacional, además de convertirla en una de las figuras latinas más importantes.

## Antecedentes
Tras el éxito de los álbumes La Sandunga y Árbol de la vida, Downs decidió empezar a trabajar en un álbum para así lograr entrar al mercado inglés en 2001. Este proyecto estaba diseñado originalmente para ser íntegramente en idioma inglés, pero fue la misma Lila quien decidió incluir tanto canciones mexicanas tradicionales en lenguas indígenas como composiciones de su autoría en inglés —con sonidos nuevos y diferente a lo que había plasmado en sus álbumes anteriores—, y así incursionar paulatinamente en otros géneros y posicionarse dentro del gusto del público extranjero; fue así como se consolidó finalmente el proyecto de La Línea. Este disco contiene 3 canciones en inglés, 11 temas en español y una canción en maya escritas total o parcialmente por Lila Downs, Paul Cohen, Celso Duarte, David Haro, Jaime Sabines, Demetrio López, Cuco Sánchez, Ernesto Pesqueda, Andrés Henestrosa, Osvaldo Farrés, Joe Davis y canciones del dominio público. La Producción estuvo a cargo de la misma Lila Downs, Paul Cohen y Aneiro Taño, con este álbum Lila Downs se consolidó a nivel internacional ya que alcanzó los primeros lugares de popularidad en Estados Unidos, México, España, Reino Unido, Francia, en Alemania se colocó en el álbum # 7 en los "Top charts" de música mundial.

## Lista de canciones
| #   | Título                                                                                          |      |
| --- | ----------------------------------------------------------------------------------------------- | ---- |
| 1.  | "Mi corazón me recuerda" (David Haro, Jaime Sabines)                                            | 4:34 |
| 2.  | "El feo" (Demetrio López)                                                                       | 3:25 |
| 3.  | "Sale sobrando" (Lila Downs, Paul Cohen)                                                        | 3:41 |
| 4.  | "Corazoncito tirano" (Cuco Sánchez)                                                             | 3:59 |
| 5.  | "La Niña" (Lila Downs, Paul Cohen)                                                              | 3:05 |
| 6.  | "Hanal Weech/El armadillo" (Dominio público)                                                    | 2:58 |
| 7.  | "Medley: Pastures of plenty/This land is your land/Land" (Lila Downs/Paul Cohen, Woody Guthrie) | 5:55 |
| 8.  | "La línea" (Lila Downs, Paul Cohen)                                                             | 4:58 |
| 9.  | "El bracero fracasado" (Ernesto pesqueda)                                                       | 2:31 |
| 10. | "Tránsito" (Lila Downs, Paul Cohen)                                                             | 3:47 |
| 11. | "Smoke (Acteal)" (Lila Downs, Paul Cohen)                                                       | 4:50 |
| 12. | "La martiniana" (Andrés Henestrosa)                                                             | 3:16 |
| 13. | "Soy pescador" (Dominio público)                                                                | 3:56 |
| 14. | "La llorona" (Dominio público)                                                                  | 5:23 |
| 15. | "Perhaps, perhaps, quizás" (Osvaldo Farrés, Joe Davis)                                          | 4:45 |

## Datos de lanzamiento
| País          | Fecha | Sello       | Formato | Catálogo |
| Internacional | 2001  | EMI, Narada | CD      | 02652    |

## Sencillos
- "Mi corazón me recuerda"
- "Corazoncito tirano"
- "La niña" (sólo España y Latinoamérica)
- "La llorona"